# Tonantius Ferreolus
Tonantius Ferreolus (ca. 415 - 475?) was een belangrijk Gallo-Romeins politicus uit de vijfde eeuw.
Tonantius Ferreolus was de zoon van Ferreolus en Syagria, en daarmee kleinzoon van Flavius Afrianus Syagrius. Hij was gehuwd met Papianilla, nicht van keizer Avitus en van de Papianilla die met Sidonius Apollinaris was getrouwd. Hij had grote bezittingen in de omgeving van Nîmes, onder andere de villa Prusianus aan de Gardon (rivier) die door Sidonius Apollinaris in zijn brieven met veel waardering wordt beschreven.
Tonantius Ferreolus was Praefectus praetorio van Gallië van 450 tot 453. Hij speelde een belangrijke diplomatieke rol tijdens het beleg van zijn residentie Arles in 453 door de Visigoten. In 469 was hij lid van de delegatie (onder andere samen met Thaumastus) die in Rome ging pleiten tegen de pretoriaans prefect Arvandus. Aanleiding daarvan was dat Arvandus de Visigoten ertoe had aangezet om Bretagne aan te vallen, terwijl de koning van Bretagne bondgenoot was van de Romeinen. Arvandus werd in 470 veroordeeld, afgezet en verbannen. Daarna trok Tonantius Ferreolus zich terug op zijn landgoed Trevidon in de Cevennen.
Vader van Tonantius Ferreolus (senator).